# C.C. Catch Megamix ’98
C.C. Catch Megamix ’98 – singel niemieckiej piosenkarki C.C. Catch wydany w 1998 roku przez Hansa Records. Jest to megamix przearanżowanych na ówczesne dyskotekowe standardy (na popularny wówczas eurodance) największych przebojów artystki z okresu współpracy z Dieterem Bohlenem. Singel ten promował wydany w tym czasie album wokalistki pt. Best of ’98.

## Lista utworów

### Wydanie na CD[1]
1. „C.C. Catch Megamix ’98 (Short Version)” – 4:55
2. „C.C. Catch Megamix ’98 (Long Version)” – 8:01
3. „Soul Survivor (’98 Rap Version)” – 3:02
- W megamixie 1. (C.C. Catch Megamix ’98 (Short Version)) znajdują się zmiksowane nagrania: „I Can Lose My Heart Tonight”, „’Cause You Are Young”, „Heartbreak Hotel” i „Soul Survivor”. Megamix ten pochodzi z albumu Best of ’98.
- W megamixie 2. (C.C. Catch Megamix ’98 (Long Version)) znajdują się zmiksowane nagrania: „I Can Lose My Heart Tonight”, „’Cause You Are Young”, „Heartbreak Hotel”, „Are You Man Enough”, „Backseat of Your Cadillac”, „Heaven and Hell” i „Soul Survivor”. Megamix ten pochodzi z albumu Best of ’98.
- Wersja (’98 Rap Version) nagrania „Soul Survivor ’98” to albumowa wersja (Rap Version), pochodząca z albumu Best of ’98.

## Listy przebojów (1998)
| Państwo                | Najwyższa pozycja |
| ---------------------- | ----------------- |
| Niemcy (Media Control) | 33                |

## Autorzy[3]
- Muzyka: Dieter Bohlen
- Autor tekstów: Dieter Bohlen
- Śpiew: C.C. Catch
- Producent: Dieter Bohlen
- Aranżacja: Dieter Bohlen
- Współproducent: Luis Rodríguez
- Raper: Krayzee